# Jeune aidant

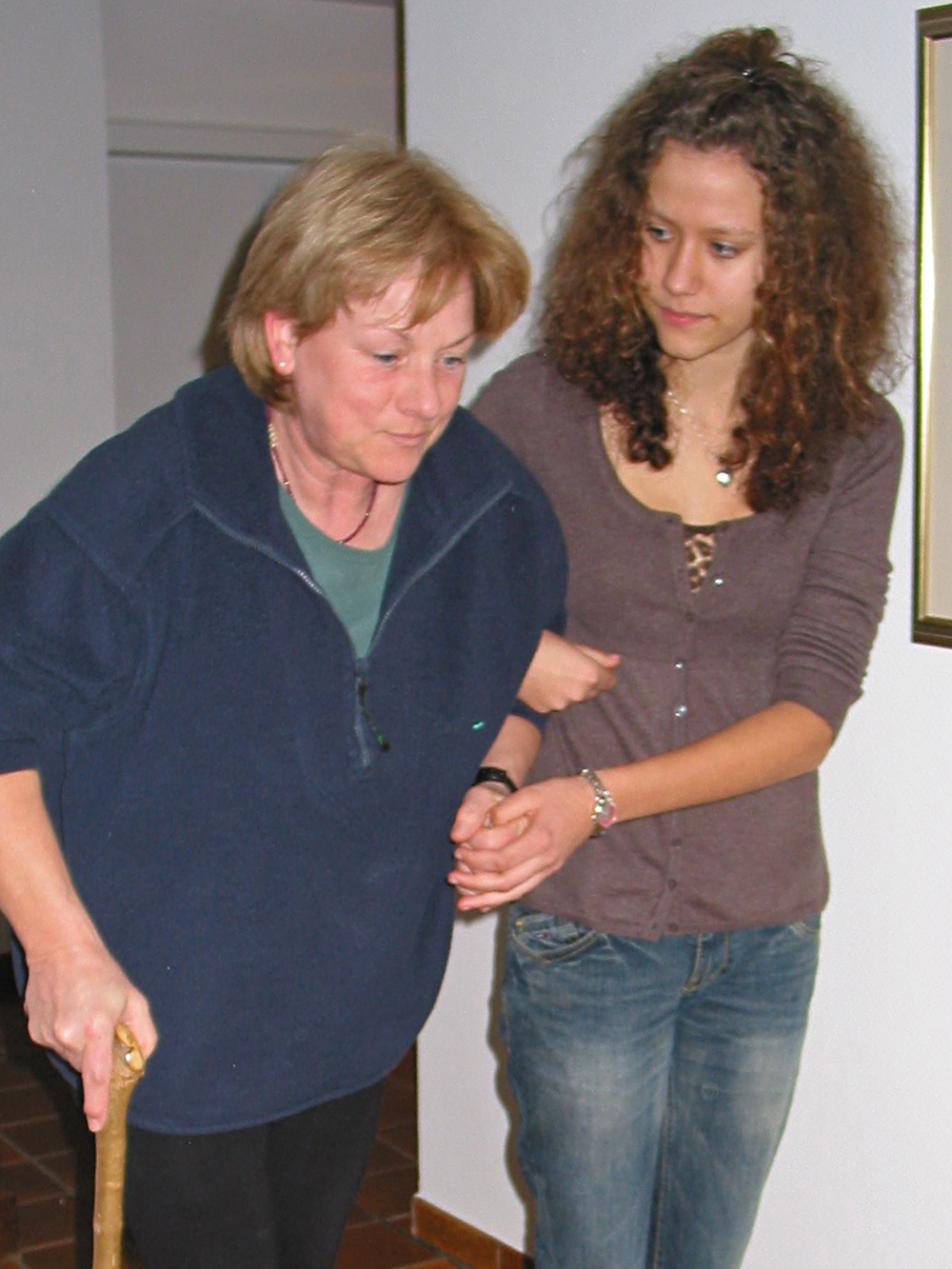
Jeune aidant.

Un jeune aidant est un enfant ou un adolescent de moins de 18 ans qui 
apporte — bénévolement — une aide significative régulière à un proche.
En France, en février 2023, la Direction de la Recherche, des Études, de l'Évaluation et des Statistiques (Drees) estime que 523 000 enfants de 5 à 17 ans sont des jeunes aidants. Au Canada, une étude de 2015 évalue à 1,18 million le nombre de jeunes aidants de 15 à 24 ans, en s'appuyant sur le recensement de 2006.

## Définition
L'association américaine des jeunes aidants définit le jeune aidant de la façon suivante : « Les jeunes aidants sont des jeunes âgés de 18 ans et moins qui fournissent une aide ou des soins importants à un membre de la famille atteint d'une maladie chronique, d'un handicap, d'un problème de santé mentale ou d'une fragilité due au vieillissement ».
Entre 18 et 25 ans, on parle de « jeune adulte aidant ».

## L'aidé
Le plus souvent, l'aidé est une personne de la famille : parent, frère/sœur, grand-parent.
L'aide fournie, prodiguée de manière permanente ou non, peut prendre plusieurs formes, par exemple :
- gestion du domicile et des tâches ménagères ;
- gestion de la fratrie : aider aux devoirs, aller chercher à l’école ou donner le bain aux plus petits ;
- soins personnels et médicaux : aider la personne à se déplacer, à s’habiller, se laver, faire des soins ;
- soutien affectif : écouter, soutenir, rassurer ;
- soutien dans les tâches administratives : documents administratifs ;
- soutien financier : travailler pour gagner de l’argent pour la famille, gérer le budget ;
- soutien en communication : lorsque l'aidé rencontre des barrières linguistiques dans la communauté locale.

## Effets de l'aide
Les effets de cette aide sont positifs pour le jeune aidant mais celui-ci s'expose à des risques.
Le jeune aidant :
- ressent un sentiment de fierté : il se sent utile et apprend beaucoup de l'aide qu'il apporte au quotidien à son proche ;
- ressent un sentiment de maturité par rapport aux autres jeunes du même âge : meilleure compréhension du monde des adultes, sens des responsabilités, souhait d’un futur métier où l’on peut aider les autres ;
- crée une relation privilégiée avec le proche aidé : rapports moins conflictuels, complicité et confiance ;
- acquiert des compétences techniques et humaines : manipulation de l’appareillage, gestion des traitements médicaux et des piluliers, organisation des rendez-vous.

Mais, dans le même temps, le jeune aidant s'expose à des risques :
- de santé mentale et physique : fatigue, anxiété, dépression, troubles alimentaires, troubles du comportement, troubles du sommeil, lombalgies, maux de tête ;
- dans sa scolarité : incidence sur les apprentissages et la réussite scolaire pouvant aller jusqu’à la déscolarisation (absence, retard, fatigue, difficultés de concentration) ou, au contraire, un surinvestissement scolaire ;
- dans les loisirs et la vie sociale : difficultés à participer aux activités extrascolaires pour s’occuper du proche, compliqué d’inviter des amis à la maison.

## Nombreux mais «invisibles»
Des études sont réalisées en collaboration par l’association nationale « Jeunes aidants ensemble » et le projet JAID du laboratoire de psychopathologie de l'université Paris-Cité. L'étude Adocare a montré que sur un ensemble de plus de 4 000 Lycéens, 14,3 % sont des jeunes aidants. De même l'étude Campus-Care retrouve une population de 15,9 % de jeunes adultes aidants.
En février 2023, la Direction de la Recherche, des Études, de l'Évaluation et des Statistiques (Drees) indique que 523 000 enfants de 5 à 17 ans en France apportent une aide régulière, soutien moral ou aide aux activités de la vie quotidienne à un proche en situation de handicap ou de perte d’autonomie, et cela sans compter les proches en situation de maladie de longue durée.
Les jeunes aidants sont donc très nombreux et pourtant « invisibles ». En juin 2018, Dominique Gillot, présidente du Conseil national consultatif des personnes handicapées, remettait à Agnès Buzyn, ministre des Solidarités et de la Santé, son rapport sur le travail des personnes handicapées. Le tome 2 évoque pour la première fois les jeunes aidants et préconise notamment d’aménager leur cadre scolaire autant que préprofessionnel.
Alors que le Guide proche aidant publié par le ministère de l'Économie et des finances en octobre 2021, pourtant riche de 67 pages, ne mentionne à aucun moment les jeunes aidants, les actions d'« ateliers artistiques répit » pour les jeunes aidants sont proposées dans le Guide fiches repères des solutions de répit publié en décembre 2021 par le ministère des solidarités de l’autonomie et des personnes handicapées.
La stratégie nationale de mobilisation 2020-2022, précisée dans le rapport Agir pour les aidants 2020-2022 et engagée par le gouvernement français le 28 octobre 2019, vise à lutter contre l’isolement des proches aidants et à mieux reconnaître leur situation. Deux mesures concernent directement les jeunes aidants :  
- mesure 6 « Épauler les jeunes aidants, avec la sensibilisation des personnels de l’Éducation nationale et l’aménagement des rythmes d’étude (condition d’assiduité et examen) pour les étudiants aidants, ainsi que le déploiement de solutions de répit adaptées aux besoins de jeunes aidants » ;
- mesure 12 : « Lancement d’un plan national de renforcement et de diversification des solutions de répit ».

## Pour approfondir